# 女人的武器
《女人的武器》是西安海润影视制作有限公司出品的一部女性职场励志题材电视剧，刘二威执导，讲述现代职场女性遭受性骚扰后勇敢维权的故事。2012年7月在上海开机，8月杀青。2013年起在各地方台地面频道播出。

## 播出
| 頻道                       | 國家/地區 | 播放日期      | 時間        |
| -------------------------- | --------- | ------------- | ----------- |
| 湖南电视台电视剧频道       | 中国      | 2013年3月4日  | 晚間7點30分 |
| 山东电视台影视频道         | 中国      | 2013年4月17日 | 晚間6點35分 |
| 珠江频道廣東珠江频道(粤语) | 中国      | 2013年8月8日  | 晚間7點00分 |
| 浙江电视台教育科技频道     | 中国      | 2013年8月19日 |             |

## 簡介
林九妮去了外企工作，却遇到了喜欢“骚扰”女下属的上司杨欣君。对此，刚烈的林九妮誓死不从，并与恶势力展开了一场抗争。

## 演员
- 韩　雪 饰 林九妮
- 罗嘉良 饰 杨欣君
- 胡　兵 饰 马　健
- 王希维 饰 夏安琪
- 宋　佳 饰 白　杨
- 姚懿纯 饰 梅　子

## 备注
1. ↑  以播映時間先後排列